# Barcelonská univerzita
Barcelonská universita (katalánsky Universitat de Barcelona, latinsky Universitas Barcinonensis) je katalánská univerzita se sídlem v Barceloně. Založena byla v roce 1450 jako třetí univerzita na Iberském poloostrově. Počtem studentů v akreditovaných studijních programech je druhou největší vysokou školu ve Španělsku. Má šestnáct fakult a provozuje mimo jiné své Barcelonské universitní centrum - UNIBA, . Barcelonská univerzita se dlouhodobě umísťuje v žebříčku nejlepších světových univerzit QS TopUniversities a v roce 2018 na 156 místě, jako nejlépe hodnocená ve Španělsku. Dle jiného rankingu je dokonce 81 nejlepší univerzitou světa. Od roku 2019 je jejím rektorem Joan Elias

## Historie
Univerzita byla založena královským dekretem uděleným králem Alfonsem V. Aragonským v Neapoli 3. listopadu 1450. Již čtyřicet devět let předtím ovšem ve městě byla vzkvétající lékařská fakulta. Všeobecná studia - (jak byly univerzity v té době běžně nazývány, založena králem Martinem z Aragonu, ale ani Consellem de Cent (barcelonská Rada sta) ani další autoritativní instituce města jí nepřiznaly oficiální status, protože to považovaly za zásah do jejich příslušných jurisdikcí. Alphons Magnanimous potvrdil výsady, ačkoli, byl udělen i na petici Consell de Cent, a tak rada měla vždy zvažovat a uznávat Všeobecná studia vytvořená v 1450 jako pravou městskou univerzitu, protože to bylo nadále pod jeho kontrolou a finančním zajištěním.

## Fakulty
- Fakulta Knihovnictví a Dokumentace
- Fakulta Výtvarného umění
- Fakulta Biologie
- Fakulta Chemie
- Fakulta Geografie a Historie
- Fakulta Geologie
- Fakulta Matematiky a Informatiky
- Fakulta Medicíny a Léčebné péče
- Fakulta Pedagogická
- Fakulta Farmaceutická a věd o potravinách
- Fakulta Filologická
- Fakulta Filosofická
- Fakulta Fyziky
- Fakulta Psychologie
- Fakulta Právnická
- Fakulta Ekonomická

## Významní absolventi
- Josep Pla, spisovatel
- Roger Alier i Aixiala, muzikolog
- Frances Cambó i Batle, Politik, spisovatel
- Josep Camas i Solà, astronom
- Maria Teresa Fernandéz dela Vega Sanz, místopředsedkyně španělské vlády
- Joan Coromines i Vigneaux, lingvista
- Jaume Cabré i Fabré, spisovatel
- Lluís Companys i Jover, politik, buditel